# Euxoa discilinea
Euxoa discilinea là một loài bướm đêm trong họ Noctuidae.